# Dietini
Dietini Simon, 1895 è una tribù di ragni appartenente alla famiglia Thomisidae.

## Distribuzione
I dodici generi oggi noti di questa tribù sono diffusi in Asia, Africa, Nuova Guinea e Australia occidentale.

## Tassonomia
A dicembre 2013, gli aracnologi riconoscono 12 generi appartenenti a questa tribù:
- Cetratus Kulczynski, 1911 - Nuova Guinea
- Dietopsa Strand, 1932 - India
- Diplotychus Simon, 1903 - Madagascar
- Loxobates Thorell, 1877 - Cina, India, Filippine, Myanmar, Giappone, Celebes, Bhutan, Malesia
- Lycopus Thorell, 1895 - Nuova Guinea, India, Myanmar, Cina, isole Molucche, Singapore
- Musaeus Thorell, 1890 - Sumatra
- Ostanes Simon, 1895 - Africa occidentale
- Oxytate L. Koch, 1878 - Africa centrale, occidentale, orientale e meridionale, India, Cina, Australia occidentale, Myanmar, Bhutan, isole Andamane, Giappone, Corea, Taiwan
- Pasias Simon, 1895 - India, Filippine
- Pasiasula Roewer, 1942 - isola di Bioko (golfo di Guinea)
- Phaenopoma Simon, 1895 - Senegal, Sierra Leone, Sudafrica
- Scopticus Simon, 1895 - Giava